# 車骨鉱
車骨鉱（しゃこつこう、bournonite）は組成式CuPbSbS3と表され、主に鉛からなる斜方晶系の硫塩鉱物（硫化鉱物）である。フランスの鉱物学者ジャック・ルイ・デュ・ブルノンにちなみ命名された。和名は双晶を繰り返すために凸凹があり、車骨（歯車）に似ていることからついたという（ただし、双晶しないものもある）。
日本では極僅かしか産出しないが産出箇所は多く、埼玉県の秩父鉱山・石川県の倉谷鉱山などが知られている。